# Temastián
Temastián är en ort i Mexiko.   Den ligger i kommunen Totatiche och delstaten Jalisco, i den centrala delen av landet, 500 km nordväst om huvudstaden Mexico City. Temastián ligger 1 870 meter över havet och antalet invånare är 1 421.
Terrängen runt Temastián är kuperad söderut, men norrut är den platt. Runt Temastián är det glesbefolkat, med 8 invånare per kvadratkilometer. Närmaste större samhälle är Villa Guerrero, 7,2 km väster om Temastián. I omgivningarna runt Temastián växer huvudsakligen savannskog.